# Kleine Aa (Aa)
Die Kleine Aa ist ein Fluss in der niederländischen Provinz Noord-Brabant. Die Quelle der Kleinen Aa befindet sich westlich der Gemeinde Someren. Das Flüsschen fließt beim Ortsteil Lierop unter dem Kanal Zuid-Willemsvaart hindurch und mündet kurz darauf in den Fluss Aa. Mittels eines Verbindungsgrabens ist die Kleine Aa mit dem Bach Peelrijt verbunden.
Siehe auch: Liste der Gewässer mit Aa